# Polizeiruf 110: Tod einer Toten
Tod einer Toten ist ein Fernsehfilm von David Nawrath aus der ARD-Krimireihe Polizeiruf 110. Der Film wurde vom MDR produziert und wurde am Sonntag, den 20. September 2020 erstmals im Ersten ausgestrahlt. Es ist der 13. Fall für die Magdeburger Ermittlerin Doreen Brasch.

## Handlung
Kriminalrat Lemp ist auf der Heimfahrt von einer Feier. Eigentlich wollte er ein Taxi nehmen, da er einiges getrunken hat, doch sein Handy hatte keinen Empfang. Trotz Skrupel setzte er sich ans Steuer seines Wagens und im Wald bei Magdeburg läuft ihm ein Mann ins Auto. Doch als er Hilfe rufen will, stellt er fest, dass der angefahrene Mann mittlerweile verschwunden ist. Am nächsten Morgen wird unweit der Unfallstelle im angrenzenden Wald die Leiche einer jungen Frau gefunden, die mit einem Schuss ins Genick getötet wurde. Lemp ist verwirrt, denn er hatte erwartet den Mann hier zu finden und keine hingerichtete Frau. Er setzt Kommissarin Brasch von seiner nächtlichen Begegnung in Kenntnis und vermutet, dass der Mann der Täter gewesen sein könnte. In einem VW-Bus in der Nähe findet Kommissarin Brasch ein kleines Mädchen, Marie. Anhand des DNA-Abgleichs steht außer Frage, dass es sich bei der Ermordeten um Maries Mutter handelt. Sie kann als Jessica Mannfeld identifiziert werden und war aufgrund von Drogendelikten vorbestraft. Ihr Vater, der Landwirt Werner Mannfeld, ist durch die Todesnachricht irritiert – denn seine Tochter ist bereits vor vier Jahren zusammen mit ihrem Freund Alex Zapf bei einem Autounfall kurz hinter der tschechischen Grenze ums Leben gekommen. Dabei seien beide Körper bis zur Unkenntlichkeit verbrannt, die Identifizierung war nur über die Zähne der Toten möglich gewesen. Brasch versucht über Werner Mannfeld einen Hinweis zum Motiv der Tat zu bekommen. Sie erfährt dabei, dass seine Tochter seit ihrem 14. Lebensjahr ins Drogenmilieu abgerutscht war und alle seine Bemühungen sie dort wieder herauszuholen hätten nicht gefruchtet, obwohl er mehrfach die Polizei informiert hätte, wann und wo sie die Dealer hätten festnehmen können. Nichts sei passiert und entsprechend enttäuscht und abweisend benimmt er sich nun gegenüber den Beamten.
Die Kommissare finden heraus, dass Jessica und Alex mit ihrer Tochter Marie über ein Zeugenschutzprogramm eine neue Identität erhielten, weil sie mit ihrer Aussage den Großdealer Gerster, für den sie eine Zeitlang größere Mengen Drogen ins Land geschmuggelt hatten, ins Gefängnis gebracht hatten. Kurz nachdem Brasch den vorbestraften Drogendealer Edgar Schmelzer, in dessen Wohnung Jessica Mannfeld und Alex Zapf vor vier Jahren gewohnt hatten, befragt, erscheinen die Drogenfahnder Anton Lobrecht und Pia Sommer bei den Ermittlern. Sie erklären, dass Schmelzer zur Zeit von ihnen überwacht wird, weil sie ihm Drogenhandel im Darknet nachweisen wollen. Einen Hinweis zum Verbleib von Alex Zapf, können aber auch sie nicht geben, sodass weiter nach ihm gefahndet wird.
Das Jugendamt bringt Marie auf den Hof zu ihrem Großvater, der nun sein Enkelkind zum ersten Mal sieht. Da vor wenigen Wochen Werner Mannfelds Frau gestorben war, ist Marie jetzt der einzige Mensch, den er von seiner Familie noch hat. Alex Zapf ist seiner Tochter heimlich dorthin gefolgt. Gegenüber Mannfeld sagt er, dass Gersters Leute Jessica umgebracht haben und jetzt auf ihn Jagd machen. Außerdem stecke auch die Polizei mit drin, denn Jessica hatte als Drogenkurierin für Gerster 5 kg Heroin unterschlagen und sie ihrer inzwischen verstorbenen Mutter zur Aufbewahrung übergeben. Kriminalrat Lemp, der seit seinem Zusammenprall mit Alex Zapf auf der Suche nach dem Manne ist, vermutet ihn bei Mannfeld. Die Polizei durchsucht den Hof, doch Alex kann fliehen. Dennis Keitsch, der für Gerster und seine Frau arbeitet, nimmt ihn im Auto mit. Damit rettet er ihn zwar vor der Polizei, bringt ihn aber so in seine Gewalt und setzt ihn unter Drogen, damit er das Versteck des Heroins verrate. Als ihm das nicht gelingt, lässt er Zapf wieder frei, der sich erneut zu Mannfeld und seiner kleinen Tochter flüchtet.
Kommissarin Brasch ist bei ihren Ermittlungen auf zwei ungeklärte Mordfälle an zwei Kleindealern gestoßen, die mit dem gleichen Waffentyp erschossen wurden wie Jessica Mannfeld. Sie informiert deshalb Drogenfahnderin Pia Sommer, die sich nun an ihren ersten Fall mit Anton Lobrecht erinnert. Bei einer Razzia wurde eine solche Waffe konfisziert, doch als sie in der Asservatenkammer nachsieht, ist diese verschwunden und taucht auch nicht in der Datenbank auf. Pflichtbewusst setzt sie Lobrecht davon in Kenntnis und wird nun von diesem heimtückisch erschossen. Am nächsten Tag wird ihre Leiche im Wald gefunden und Brasch ahnt, dass ihr Tod mit ihren aktuellen Ermittlungen zu tun hat. Sie recherchiert Sommers letzte Aktivitäten und stößt so auf einen handschriftlichen Hinweis, der Lobrecht belastet. Sofortige Erkundigungen über dessen Vergangenheit bringen zutage, dass sein Sohn vor wenigen Jahren an einer Überdosis Heroin gestorben war und in einer WG mit den ermordeten Kleindealern sowie Jessica Mannfeld und Alex Zapf gewohnt hatte, wo er von diesen mit Drogen versorgt worden war. Offensichtlich rächt sich Lobrecht nun an den Leuten, die seiner Meinung nach die Schuld am Tod seines Sohnes tragen. Brasch kann ihn auf Mannfelds Hof stellen, als er gerade auf Zapf schießt. Da er die Waffe auf Zuruf nicht ablegt, schießt sie ihm ins Bein und nimmt ihn fest.
Werner Mannfeld, dem es gelingt, das gesuchte Heroin auf seinem Hof zu finden, verbrennt es in der Nacht.

## Hintergrund
Die Dreharbeiten fanden vom 13. November bis zum 12. Dezember 2019 an 22 Drehtagen in Magdeburg und Umgebung statt.

## Rezeption

### Einschaltquoten
Die Erstausstrahlung des Films am 20. September 2020 im Ersten wurde in Deutschland von 8,45 Millionen Zuschauern gesehen und erreichte einen Marktanteil von 26,6 Prozent.

### Kritiken
Rainer Tittelbach von tittelbach.tv fasste zusammen: „Der dreizehnte ‚Polizeiruf 110‘ aus Magdeburg, ist ein Krimi, in dem sich anfangs die Fragen nur so auftürmen und in dem am Ende zwar alles geklärt ist, dessen Krimi-Konstruktion sich – retrospektiv betrachtet – allerdings als eher wackelig erweist. Den Unterschied macht einmal mehr Claudia Michelsen. Ihre Szenen mit Christian Kuchenbuch sind die intensivsten und nachhaltigsten Momente des Films, der vom Buch her durchaus mehr Mut zum konzentrierten Drama hätte haben können. Die Inszenierung von David Nawrath ist überzeugend, und der Krimiplot legt in den letzten 20 Minuten noch eine schockhafte Wendung hin.“
Bei der Frankfurter Rundschau urteilte Judith von Sternburg: „Tod einer Toten“ „balanciert auf dem Grat zwischen ausgewrungenen Konventionen und einer reichlich konstruierten, aber doch auch ernsthaft tragischen Geschichte, in der Schuld – und Schuld gehört offensichtlich zu den größten Alpträumen, wenn die Zeit der Verdrängung vorbei ist – auf vielfältige Weise auftritt.“ „Wo es knirscht in der Konstruktion, machen Vörtler und Michelsen mit ihrer Bodenständigkeit vieles, fast alles wett.“ Allerdings „ist die atmosphärische Dichte in ‚Tod einer Toten‘ meistens etwas höher als die unmittelbare Logikdichte.“
Bettina Hartmann von der Stuttgarter Zeitung wertete: „Die letzten 15 Minuten sind durchaus spannend. Und klar, ein Krimi muss nicht temporeich und actiongeladen sein. Aber er sollte unterhalten, im besten Fall sogar mitreißen. Das glückt hier nicht, vielleicht, weil viel zu viel unentschlossen wirkt und an der Oberfläche bleibt. So richtig in Fahrt gekommen ist der „Polizeiruf“ aus Magdeburg immer noch nicht.“
Die Kritiker der Fernsehzeitschrift TV Spielfilm zeigten bei ihrer Wertung mit dem Daumen nach oben. Während sie für Anspruch und Action je einen von drei möglichen Punkten vergaben, wurde die Spannung mit zwei Punkten bewertet. Dazu schrieben sie: „Was mit einer nächtlichen Begegnung im Wald wie ein Mysterythriller beginnt, wird später unerwartet bewegend. Claudia Michelsen punktet in ihrem zweiten Fall ohne Matthias Matschke als empathische Ermittlerin. Regisseur David Nawrath („Atlas“) und Kameramann Tobias von dem Borne bieten oft kinoreif eingerichtete, geradezu poetische Bilder.“ Fazit:„Sensibler Krimi, der auch auf der Leinwand gut aussähe“.
SWR3 meinte: „Alkohol trinken und dann Auto fahren – das ist eine der blödesten Ideen überhaupt. Und ausgerechnet der Magdeburger Kriminalrat Lemp macht das. Es rumst, es fließt Blut und dann ist auch noch jemand tot, der eigentlich schon tot war.“

## Verweise
- Zusammenfassung der Handlung von Tod einer Toten auf den Internetseiten der ARD
- Tod einer Toten bei IMDb